# Beierolpium holmi
Espèce
Beierolpium holmi est une espèce de pseudoscorpions de la famille des Olpiidae.

## Distribution
Cette espèce est endémique du Kenya. Elle se rencontre vers Warges.

## Étymologie
Cette espèce est nommée en l'honneur d'Åke Holm.

## Publication originale
- Mahnert, 1982 : Die pseudoskorpione (Arachnida) Kenyas. 3. Olpiidae. Monitore Zoologico Italiano, Supplemento, vol. 16, no 11, p. 263-304.